# Tegalwaru (Cilamaya Wetan)
Tegalwaru is een bestuurslaag in het regentschap Karawang van de provincie West-Java, Indonesië. Tegalwaru telt 7293 inwoners (volkstelling 2010).